# Жигуля
Жигуля — река в России, протекает по Семикаракорскому и Усть-Донецкому районам Ростовской области. Устье реки находится в 5,1 км по левому берегу Сухого Донца. Длина — 16 км.

## Данные водного реестра
По данным государственного водного реестра России относится к Донскому бассейновому округу, водохозяйственный участок реки — Дон от впадения реки Северский Донец и до устья, без рек Сал и Маныч, речной подбассейн реки — бассейн притоков Дона ниже впадения Северского Донца. Речной бассейн реки — Дон (российская часть бассейна).
Код объекта в государственном водном реестре — 05010500912107000014976.